# الدين في قبرص
الدين في المنطقة التي تسيطر عليها الحكومة في قبرص، تعداد 2011
الدين في جزيرة قبرص بأكملها (بما في ذلك قبرص الشمالية)، 2010
يهيمن الفرع الأرثوذكسي الشرقي للمسيحية على الدين في قبرص، حيث يشكل أتباعه 73٪ من إجمالي سكان الجزيرة بأكملها. وينتمي معظم القبارصة اليونانيين إلى "كنيسة قبرص" المستقلة للروم الأرثوذكس. معظم القبارصة الأتراك هم من المسلمين السنة رسميًا. هناك أيضًا طوائف بهائية، وكاثوليكية، ويهودية، وبروتستانتية (بما في ذلك الأنجليكانية)، ومارونية، وأرمن رسولية، وغير دينية في قبرص.